# Cidade Olímpica
Cidade Olímpica é um bairro da cidade brasileira de São Luís, Maranhão. 
Foi fundado em 1996, fruto de movimentos liderados por sem-tetos que estavam se organizando e decidiram lutar por moradia, um drama vivido e compartilhado em todos os veículos de comunicação da época.

## Localização
A Cidade Olímpica está localizada a leste da Ilha do Maranhão. Limita-se ao norte com o Conjunto Habitacional Geniparana, ao Sul com o Sítio Rihod, a leste limita-se com o Santana e a Oeste com o a Vila Janaína.

## Histórico
Um movimento de sem-teto se mobilizou para ocupar em 23 de julho de 1996 a terra que foi então denominada de Vila Olímpica, período da realização das Olímpiadas de Atlanta, que deu origem ao nome do local.
Após disputa judicial, foi realizada a reintegração de posse ao proprietários da área, tendi sido derrubadas cerca de quinze mil casas de taipas, com a área sendo cercada para impedir o retorno dos ocupantes. 
Os sem-teto organizaram-se em uma comissão, e deram início ao cadastramento dos que não tinham moradia, num total de dez mil famílias.
Em nota ao poder público assinada por várias entidades de apoio no final de 1996 o Fórum Maranhense de Luta pela Moradia declara seu total apoio ao movimento em defesa da ocupação.
Segundo o Fórum:
1. | “ | Desde o início de outubro de 1996, o Fórum da Moradia no Maranhão tem lutado para encontrar uma solução pacífica para os sem teto em audiências com órgãos governamentais e, passado dois meses, nenhum avanço, nenhuma promessa concreta. Após o despejo, a área passou a ser vigiada pela Polícia Militar e por jagunços fortemente armados, causando pânicos na comunidade pelo despreparo dos jagunços no trato com as armas, onde disparavam contra crianças que tentavam voltar à área para jogar futebol como era de costume antes da área ser cercada. (...) No último dia 20 de dezembro de 1996 o movimento dos sem teto da Cidade Olímpica e o Fórum da Moradia depositou no INCRA-MA a confiança de uma solução para o caso, solicitando vistoria para a área e a desapropriação, por se tratar de 1400 hectares de terras improdutivas na área rural, com aptidão agrícola, que poderia resolver o problema de moradia e de emprego e renda para os sem teto, com lotes comunitários para a produção de hortaliças. Cansados de tanto esperar pela vontade política dos órgãos do governo de encontrar solução desejada pelos sem teto, que é o acesso à moradia, o movimento sem teto da Cidade Olímpica, em assembleia geral no dia 29 de dezembro 1996 às 17:00h, decidiram pela reocupação da área como único meio viável de conquistar a justiça para os mesmos e o direito à moradia digna. | ” |

Em dezembro de 1996, ocorreu o assassinato do jovem Jaílson Viana, agravando ainda mais o conflito.
Em nova reintegração de posse, houve resistência dos ocupantes à ação policial, com mais de seis mil pessoas resistindo à expulsão, marcada pela violência.
A solução encontrada diante do conflito foi a compra pelo governo do estado de parte da propriedade, tendo sido negociados 270 dos 1.470 hectares para o assentamento. Foi feito então um projeto de ocupação, loteando a área em 15 mil lotes.
A Cidade Olímpica foi considerada uma das maiores ocupações da América Latina e é o segundo bairro mais populoso de São Luís, com 28.305 habitantes (2010).

## Infraestrutura
O bairro tem estrutura de conjunto residencial, com ruas e lotes com as mesmas medidas, dispondo e as três avenidas principais (avenidas Jailson Viana, 29 de dezembro e a dos Agricultores), largas com mão dupla.
Apesar do planejamento da ocupação ter contado com espaços reservados para áreas de lazer, hospitais e escolas, tais áreas foram sendo ocupadas, gerando insatisfação dos moradores quanto à infraestrutura do bairro.

### Educação
A Cidade Olímpica dispõe de seis escolas: três de Educação Infantil, duas de Ensino Fundamental e uma de Ensino Médio, o que é considerado insuficiente pelos moradores para atender a totalidade da população da região. O bairro não conta com instituições de Educação Superior, pública ou privada, contudo, nas proximidades do bairro a Faculdade Laboro instalou um Campus Universitário e vem oferecendo oportunidades reais de acesso ao ensino superior, bem como,  realiza inúmeras ações sociais através de associações e entidades comunitárias que atuam no bairro .

### Saúde
O bairro conta com três Unidades de Saúde da Família. 

### Transportes
As linhas de ônibus da região pertencem ao Lote 3 do Sistema Integrado de Transporte em São Luís, com a maioria das linhas passando pelo Terminal da Integração do São Cristóvão.